# الهنومى (الشغادرة)

تعديل مصدري - تعديل

الهنومى هي إحدى قرى عزلة المزاوطة بمديرية الشغادرة التابعة لمحافظة حجة، بلغ تعداد سكانها 264 نسمة حسب تعداد اليمن لعام 2004.